# William E. Thornton
William Edgar Thornton, född 14 april 1929 i Faison i Duplin County, North Carolina, död 11 januari 2021 i Fair Oaks Ranch nära San Antonio, Texas, var en amerikansk astronaut uttagen i astronautgrupp 6 den 4 augusti 1967.

## Rymdfärder
- STS-8
- STS-51-B